# John C. Stennis

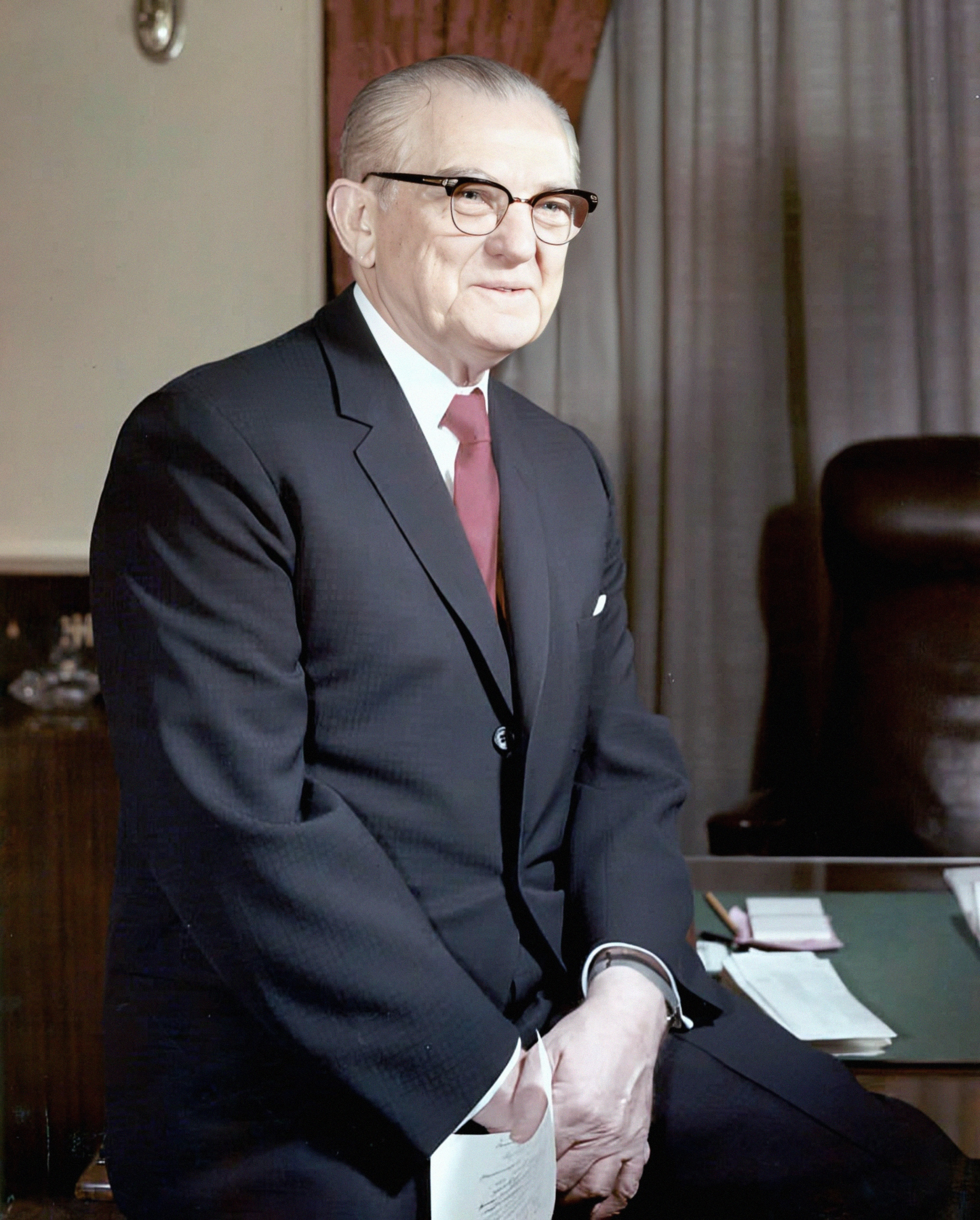
John C. Stennis

John Cornelius Stennis (* 3. August 1901 in Kemper County, Mississippi; † 23. April 1995 in Jackson, Mississippi) war ein US-Senator aus dem Bundesstaat Mississippi.

## Leben
Er studierte Rechtswissenschaft und wurde noch als Student ins Repräsentantenhaus von Mississippi gewählt, dem er bis 1932 angehörte. Er war Staatsanwalt und dann Richter im Bundesstaat Mississippi.
1947 übernahm er den Sitz des verstorbenen Theodore G. Bilbo im Senat der Vereinigten Staaten. Die erste reguläre Wahl 1952 wie auch alle folgenden Wahlen gewann er, bis er 1988 nicht mehr erneut kandidierte.
Stennis kritisierte als erstes Mitglied der Demokratischen Partei den Senator Joseph McCarthy öffentlich.
Er gilt als Vater der modernen amerikanischen Marine, primär durch seine Arbeit im Streitkräfteausschuss des Senats von 1969 bis 1980. Die Navy dankte ihm dies, indem sie den Flugzeugträger John C. Stennis nach ihm benannte. Auch das John C. Stennis Space Center, der John C. Stennis National Student Congress und die John-C.-Stennis-Schleuse samt zugehörigem Damm sollen an ihn erinnern.
Stennis’ politische Laufbahn währte 60 Jahre, in denen er niemals eine Wahlniederlage einstecken musste. Seine Karriere im Senat war mit 41 Jahren und zwei Monaten eine der längsten in der Geschichte. 1988 stand er schließlich nicht mehr für eine Wiederwahl zur Verfügung, sein Nachfolger wurde der Republikaner Trent Lott. Stennis unterrichtete danach an der Mississippi State University.
Zu Beginn seiner politischen Laufbahn trat er entschlossen gegen die Bürgerrechtsbewegung und die Gleichberechtigung der schwarzen Bürger ein und war Unterzeichner des Southern Manifesto.
Während seiner Zeit als Staatsanwalt setzte er sich für die Hinrichtung von Schwarzen ein, die beim Verhör gefoltert worden waren, was Stennis auch bewusst war. Später änderte sich seine Einstellung zum Wahlrecht der Schwarzen. Er stimmte gegen die Einrichtung des Martin-Luther-King-Gedenktages, unterstützte jedoch die Kandidatur von Mike Espy, der schwarzer Kongressabgeordneter wurde.